# 城村汉城遗址
27°32′48″N 118°02′38″E / 27.54667°N 118.04389°E
城村汉城遗址位于中华人民共和国福建省武夷山市兴田镇城村西南的丘陵坡地之上，是一座汉代城池遗址。学术界对城池建筑者、所有者多有争议，或称闽越王城遗址。
1958年第一次全国文物普查时被发现，1959年试掘。1961年被列为福建省文物保护单位。1980年时，当地农民准备在遗址上进行开垦。为保护遗址，福建省相关部门开始全面探查和重点发掘。1996年，遗址被列为第四批全国重点文物保护单位。1999年作为世界文化和自然遗产武夷山的一部分，申报入世界遗产。
乘坐武夷有轨电车一号线至城村站可以抵达该遗址

## “王城”争议

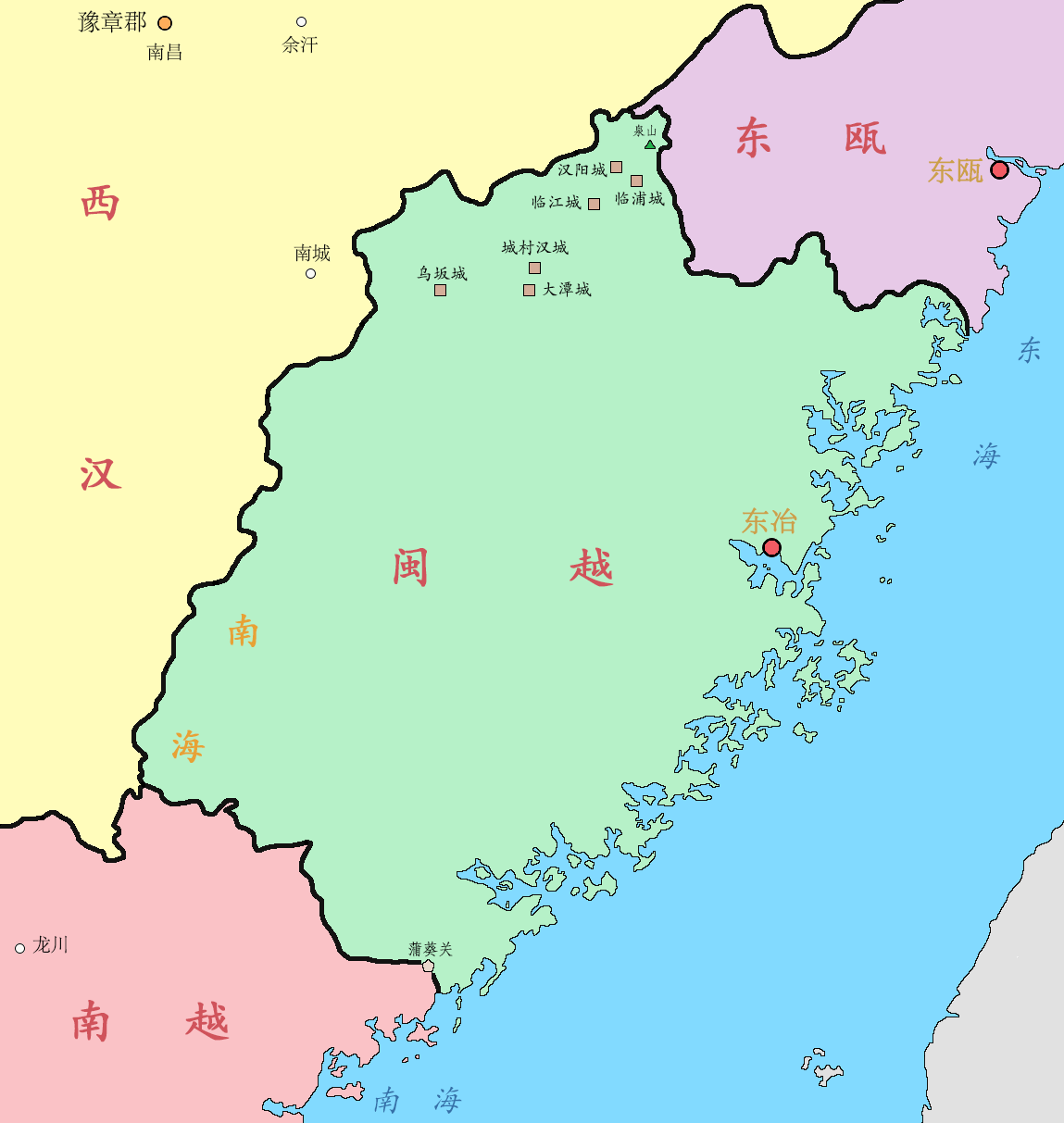
城村汉城在闽越的位置

有观点认为城池始建于秦朝晚期，并推测最初为闽中郡郡治所在。随着秦朝灭亡，此地被废弃并清理重建。对于其后的主人，则历有争论。有认为是闽越国无诸的冶都。有可能閩越國其中一個王城。
2013年正在修建的福州地铁屏山站挖掘到了一批载有“万岁”的龙纹、卷云瓦当，并出土了上千件文物其中包含宫殿级别的文物，由此确定了闽越王城位于福州。中国社会科学院考古研究所原常务副所长徐光冀认为此次的考古发掘肯定了冶城与闽越王城就在福州。福建省文物局原局长郑国珍认为此次发现的大型夯土台基和宫殿遗迹为闽越王城位于福州提供了有力的证据。福建省文史研究馆馆员、考古学教授欧潭生根据碳十四的检测报告木炭的年代为春秋时期以及城墙、陶片的材料来看证明了闽越王城位于福州。

## 遗址状况
汉城遗址的平面呈不规则长方形，方形呈北偏西25度，东西最宽处550米，南北最长处860米，占地面积约48万平方米。
城池遗址原有内城和外郭，分为宫殿区和平民区。手工业作坊区与墓葬区规划宏大。现存城墙、城门、水门、瞭望台、祭坛、宫殿、道路、水井等遗址。该遗址是中国南方规模最大、保存最完好的汉代早期城址。遗址南侧建有闽越王城博物馆，展示出土的各种文物。

## 圖片

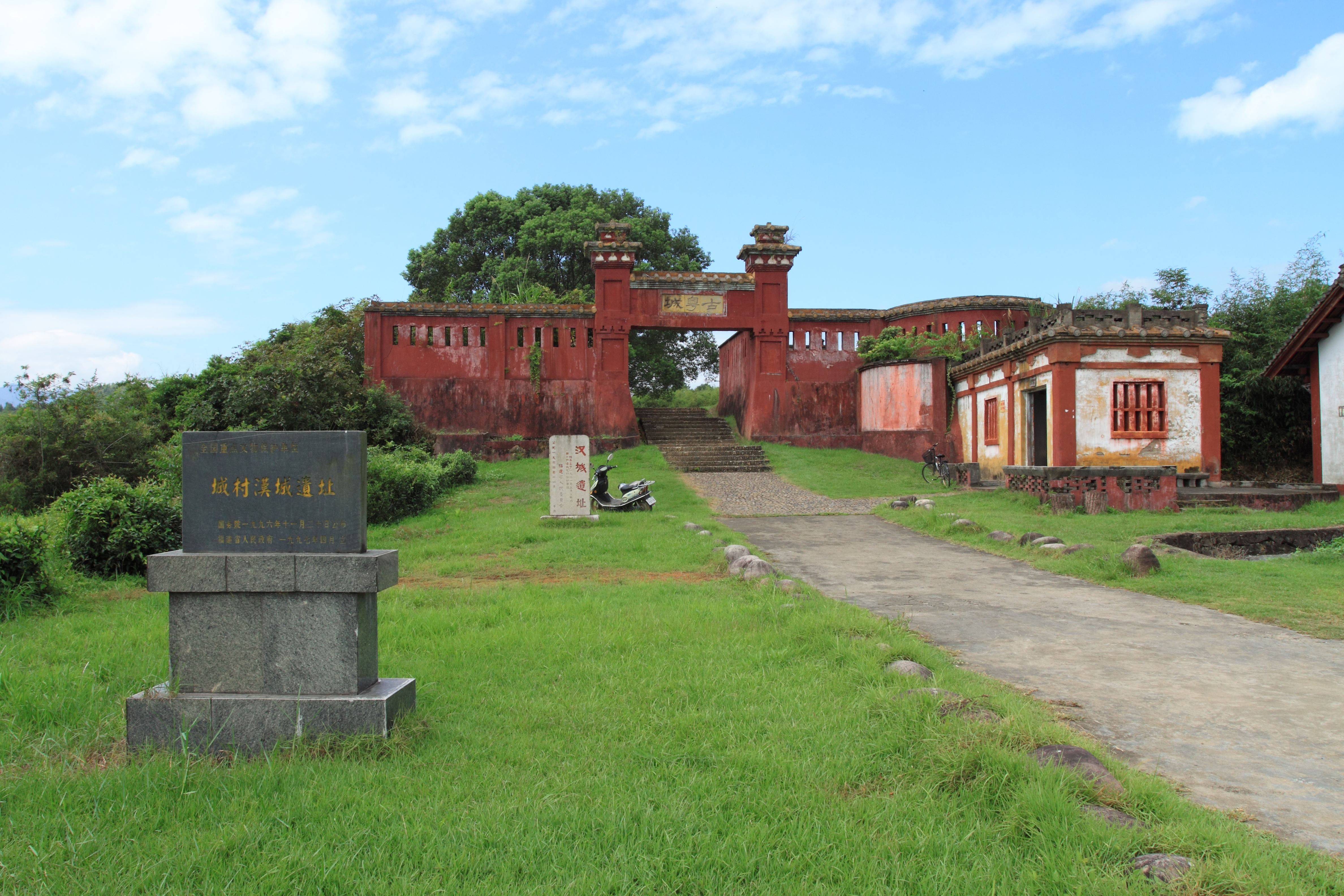
遗址新建的大门
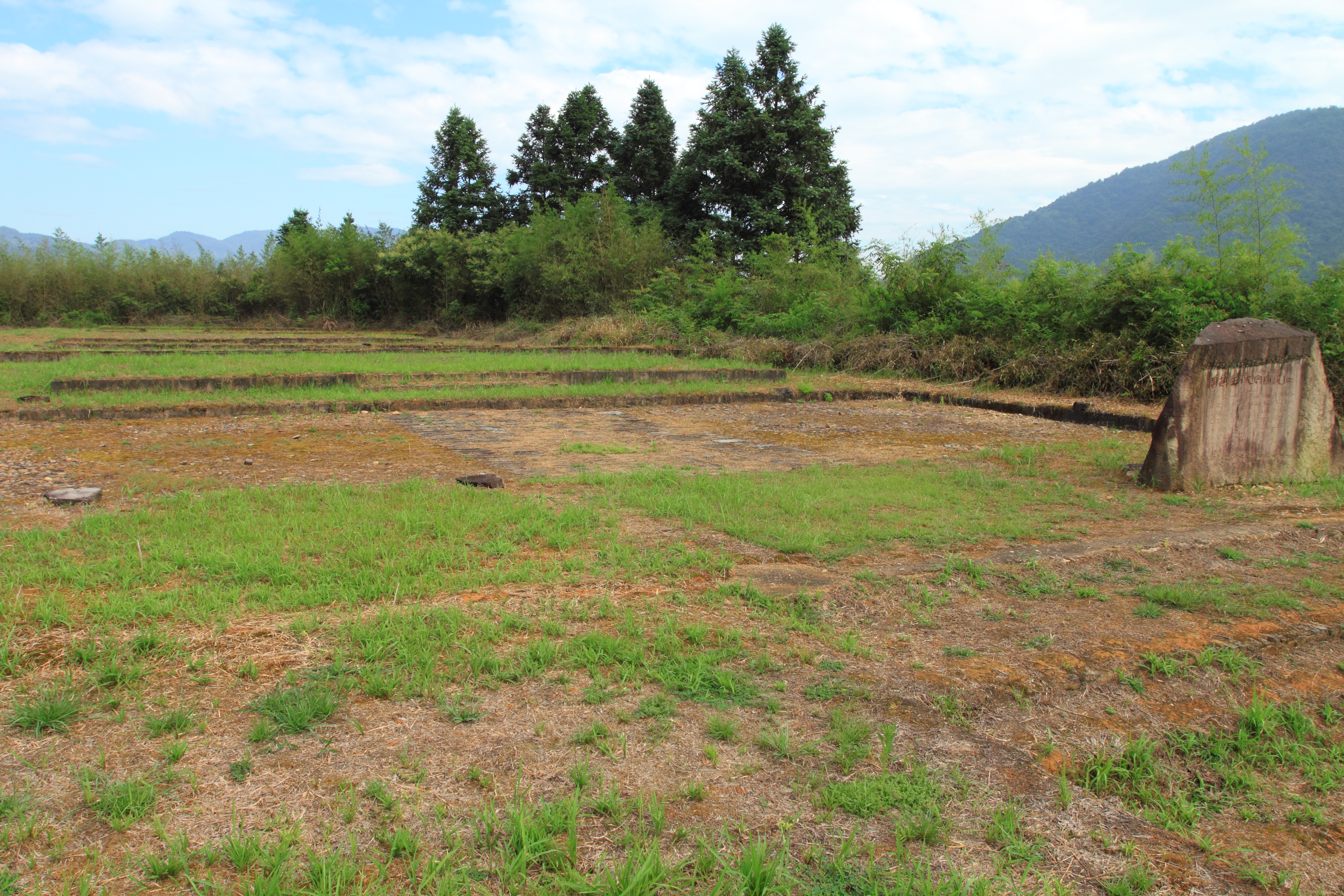
宗庙遗址
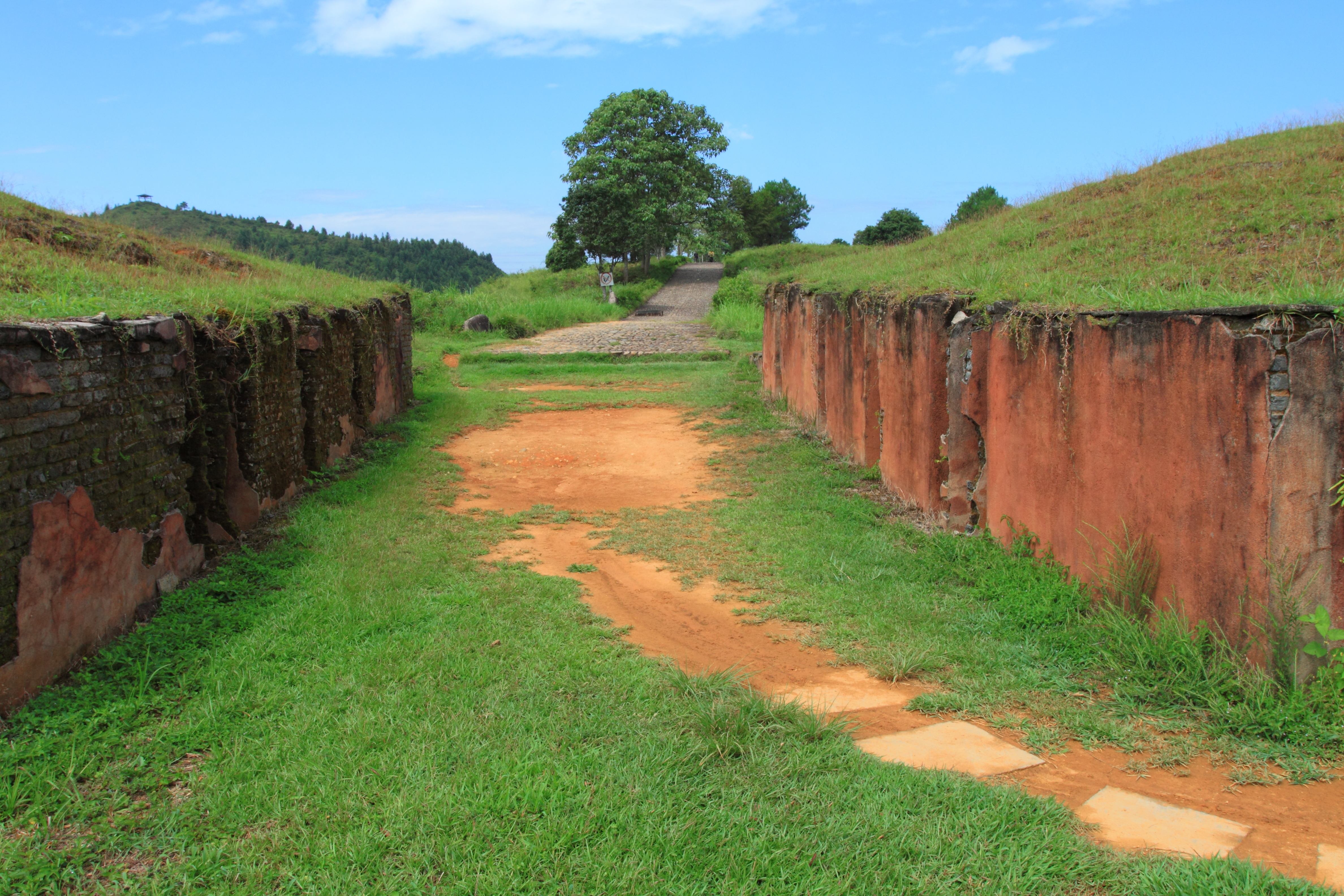
东城门遗址
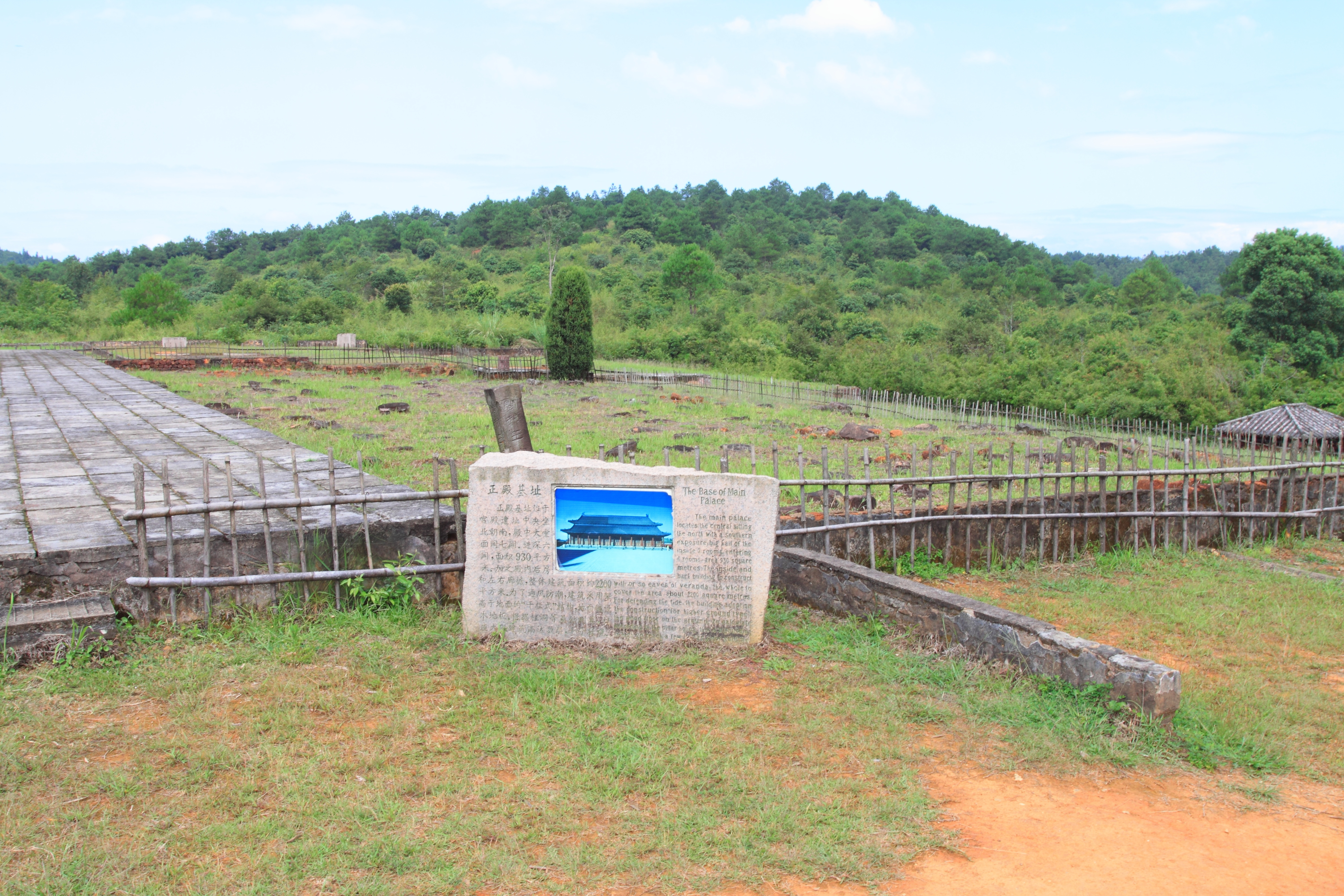
宫殿遗址
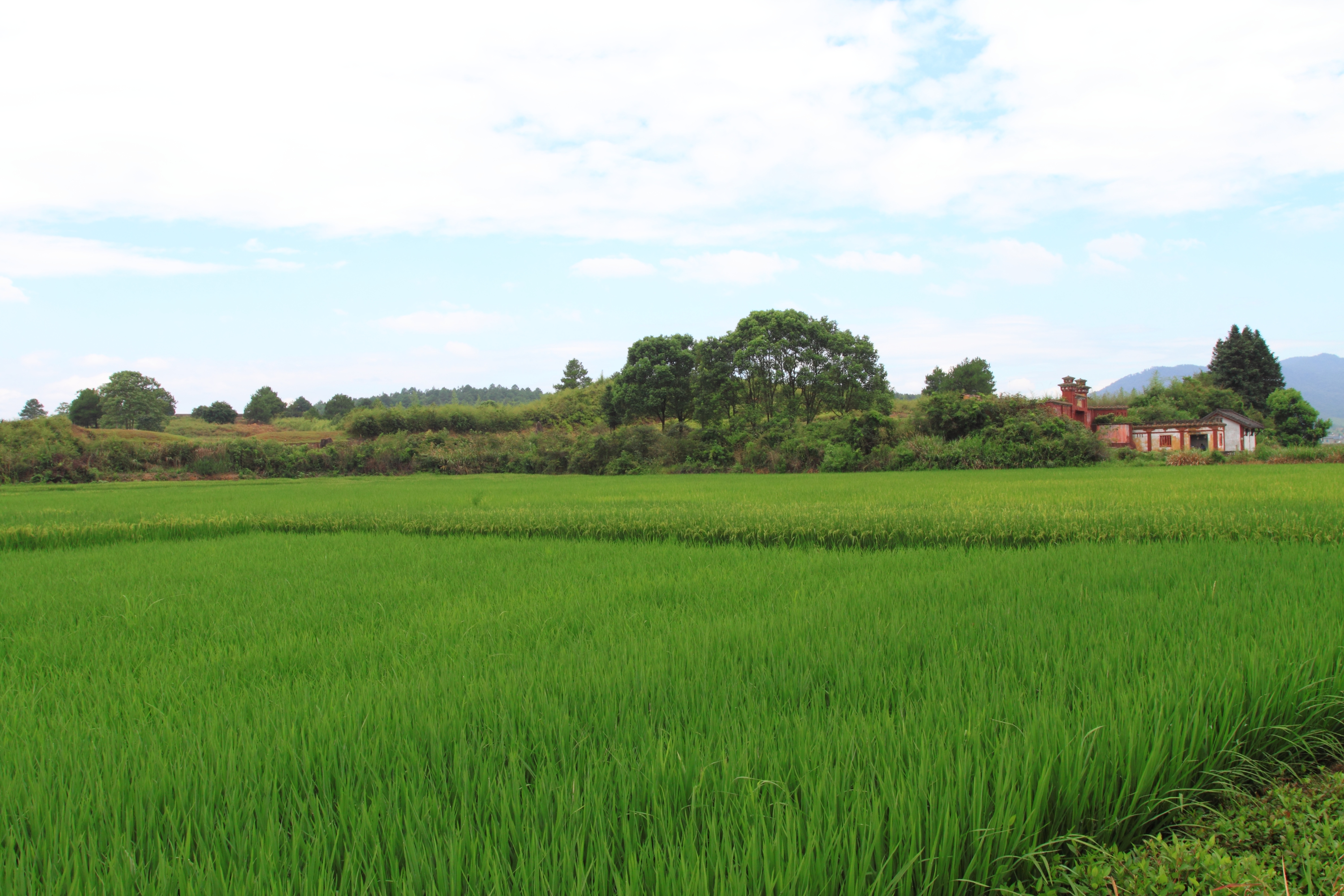
宫殿遗址位于一个小土岗上，高出周围地面约7米
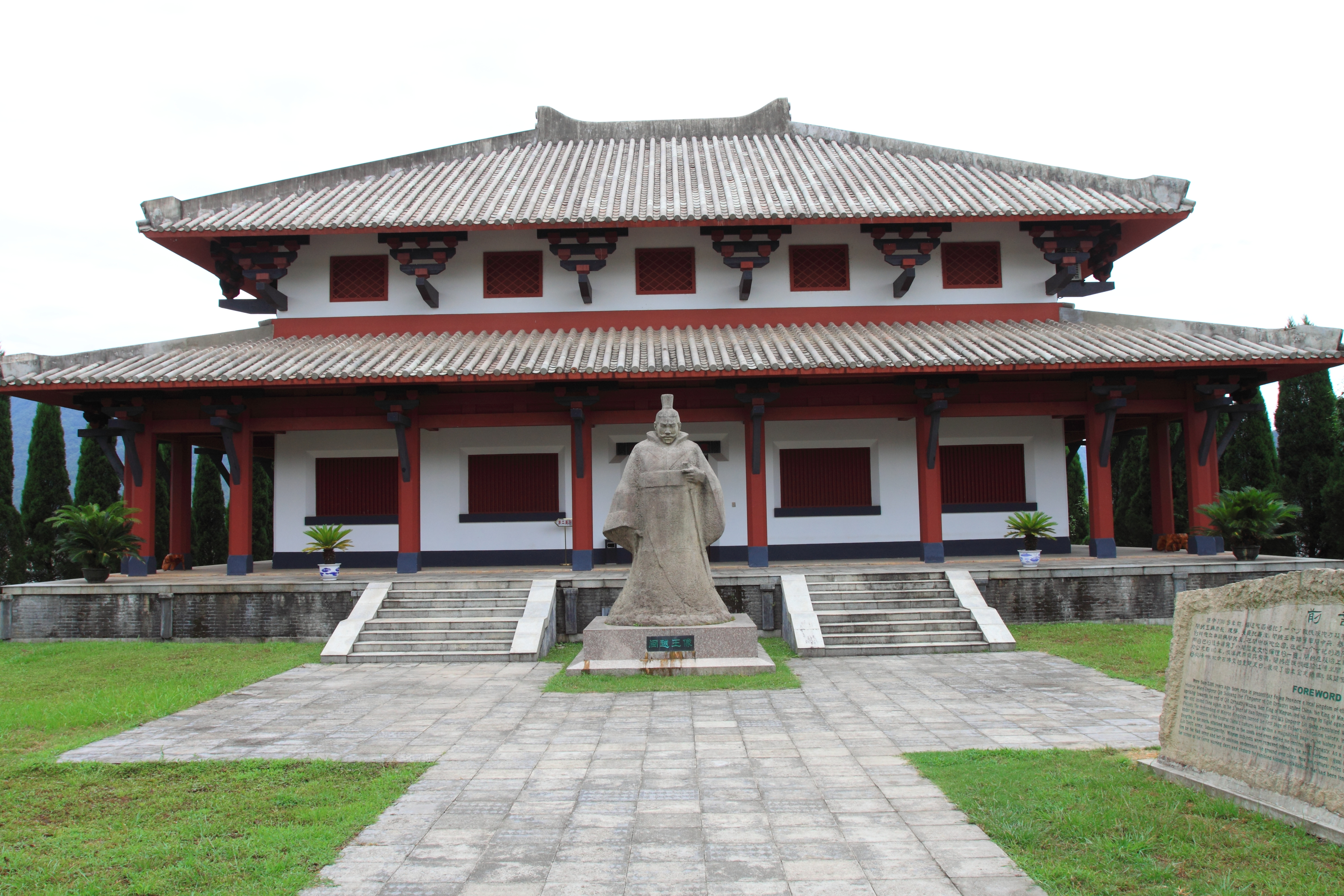
闽越王城博物馆
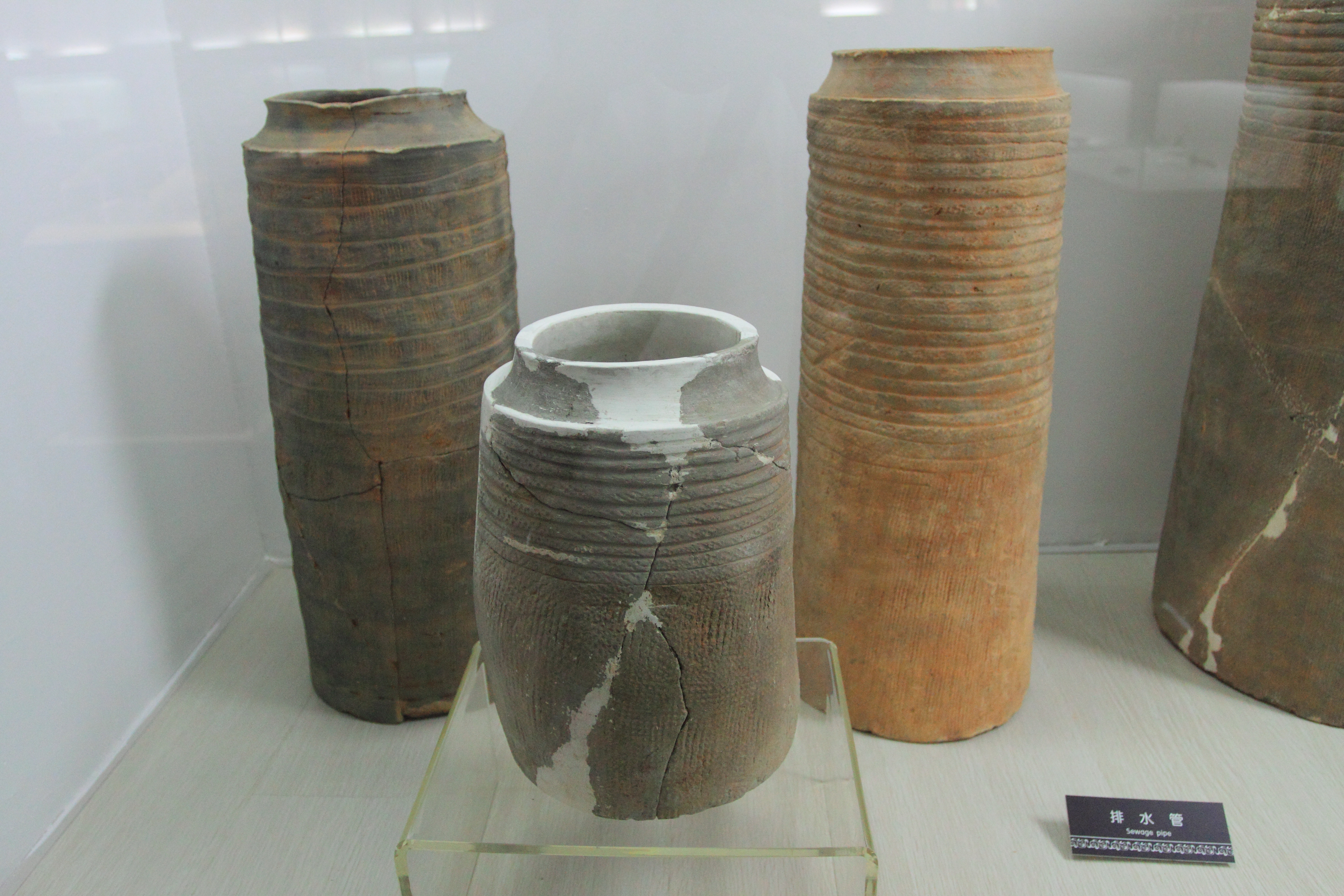
陶水管道
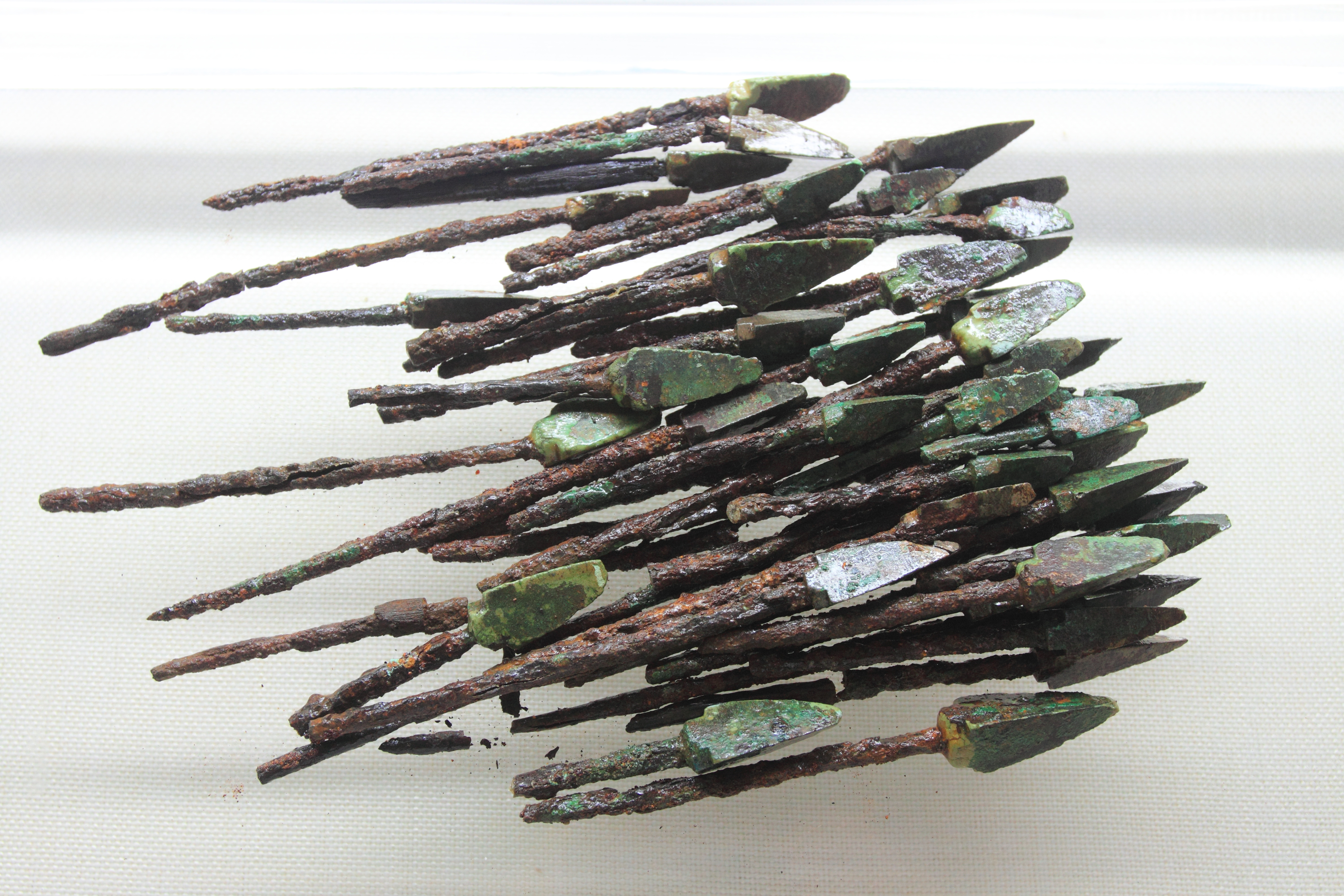
铜箭镞
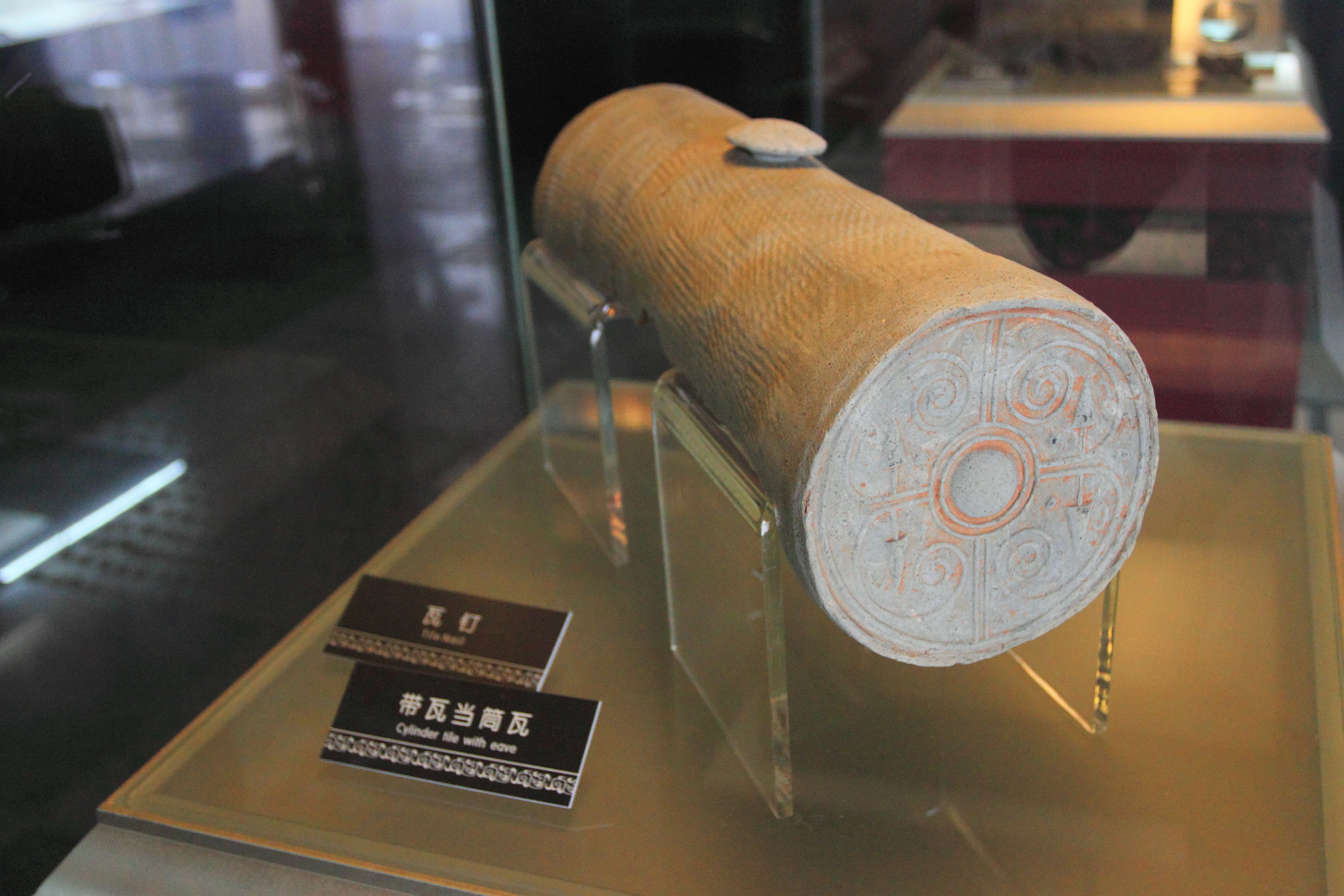
瓦钉和带瓦当筒瓦
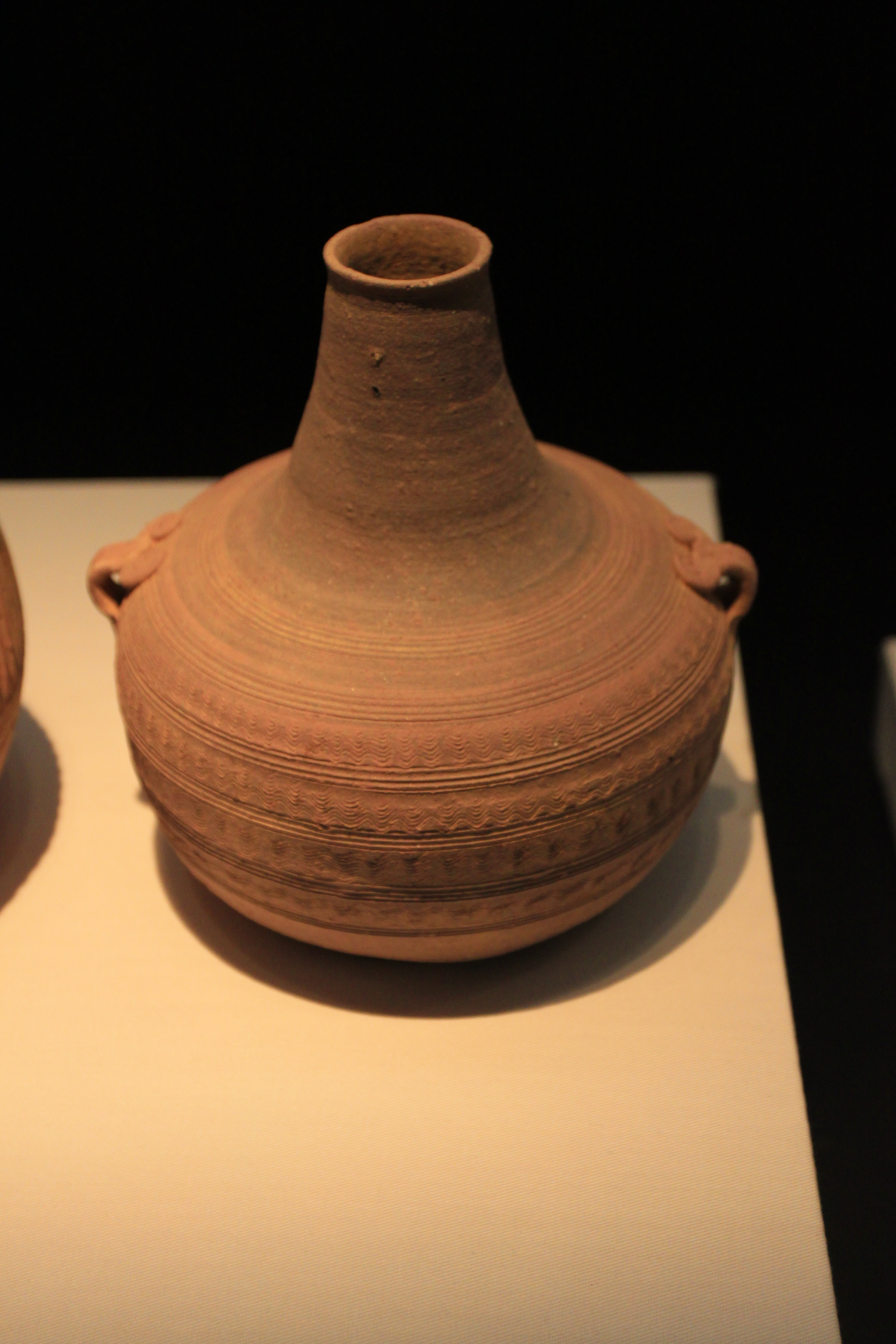
陶匏壶
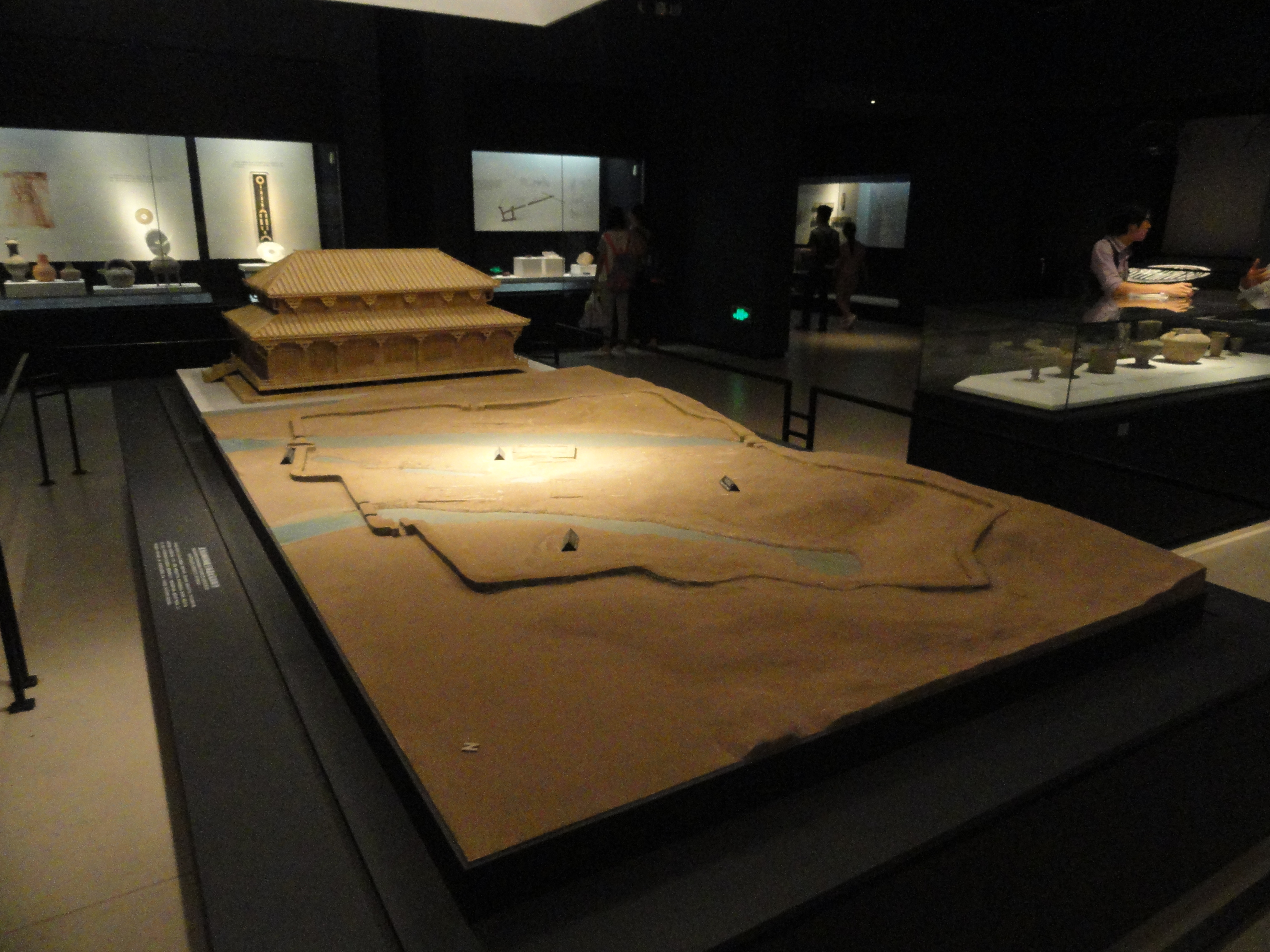
收藏于福建博物院的闽越王城遗址模型

## 外部連結
- YouTube上的文化大百科 閩越王城
- 《閩越民族論》（页面存档备份，存于）